# 濱松站
濱松站（日语：〔〕／ Hamamatsu eki */?）是一位於日本靜岡縣濱松市中央區，東海旅客鐵道（JR東海）的鐵路車站。JR東海在此站附近設有負責新幹線及在來線車輛檢修的濱松工場。

## 車站結構

### 在來線
2面4線島式月台的高架車站。
| 月台 | 路線       | 方向 | 目的地           | 備註                     |
| ---- | ---------- | ---- | ---------------- | ------------------------ |
| 1、2 | 東海道本線 | 上行 | 靜岡、沼津方向   | 此站始發部分於3、4號月台 |
| 3、4 | 東海道本線 | 下行 | 豐橋、名古屋方向 | -                        |

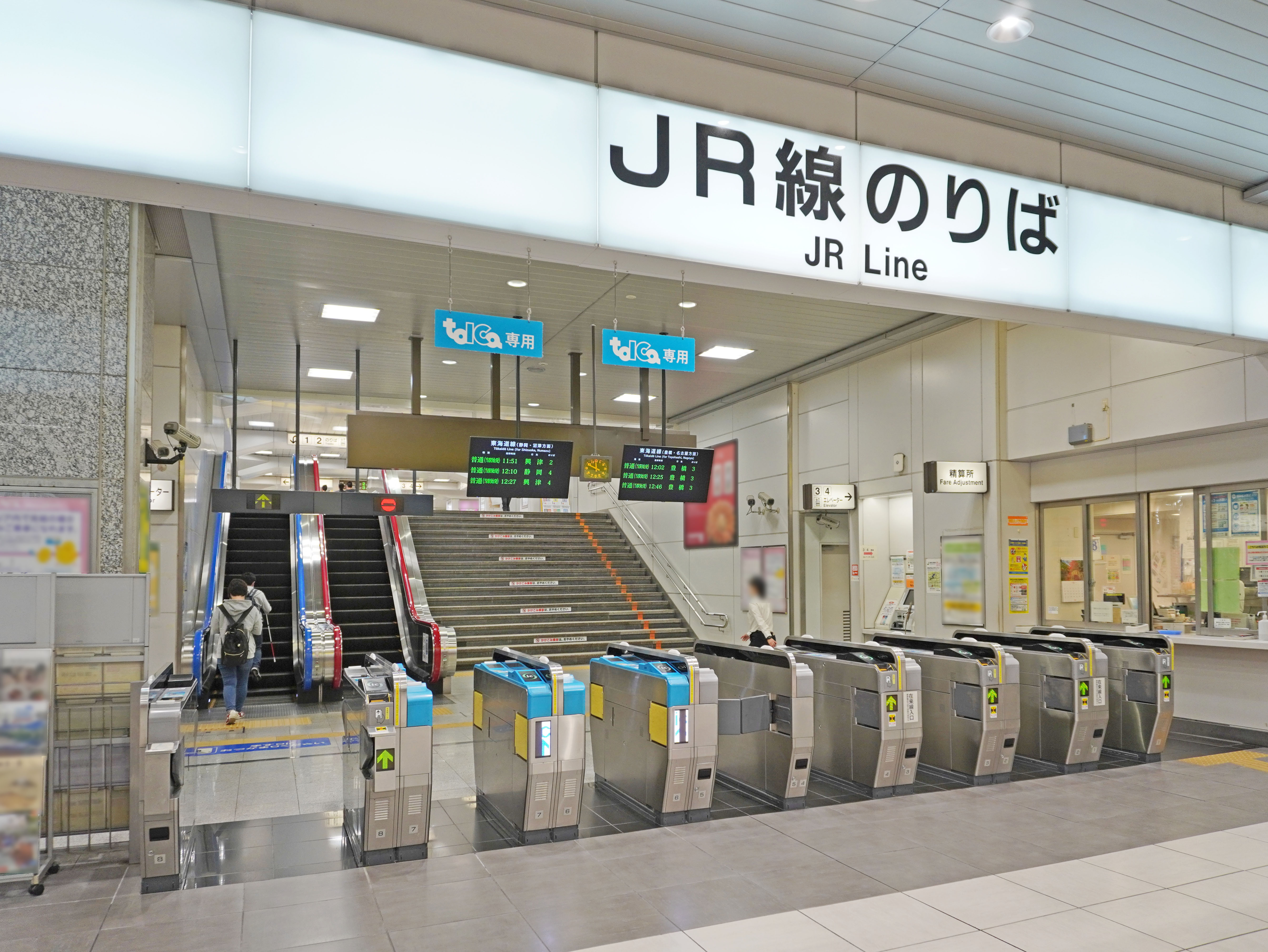
在來線檢票口（2022年10月）
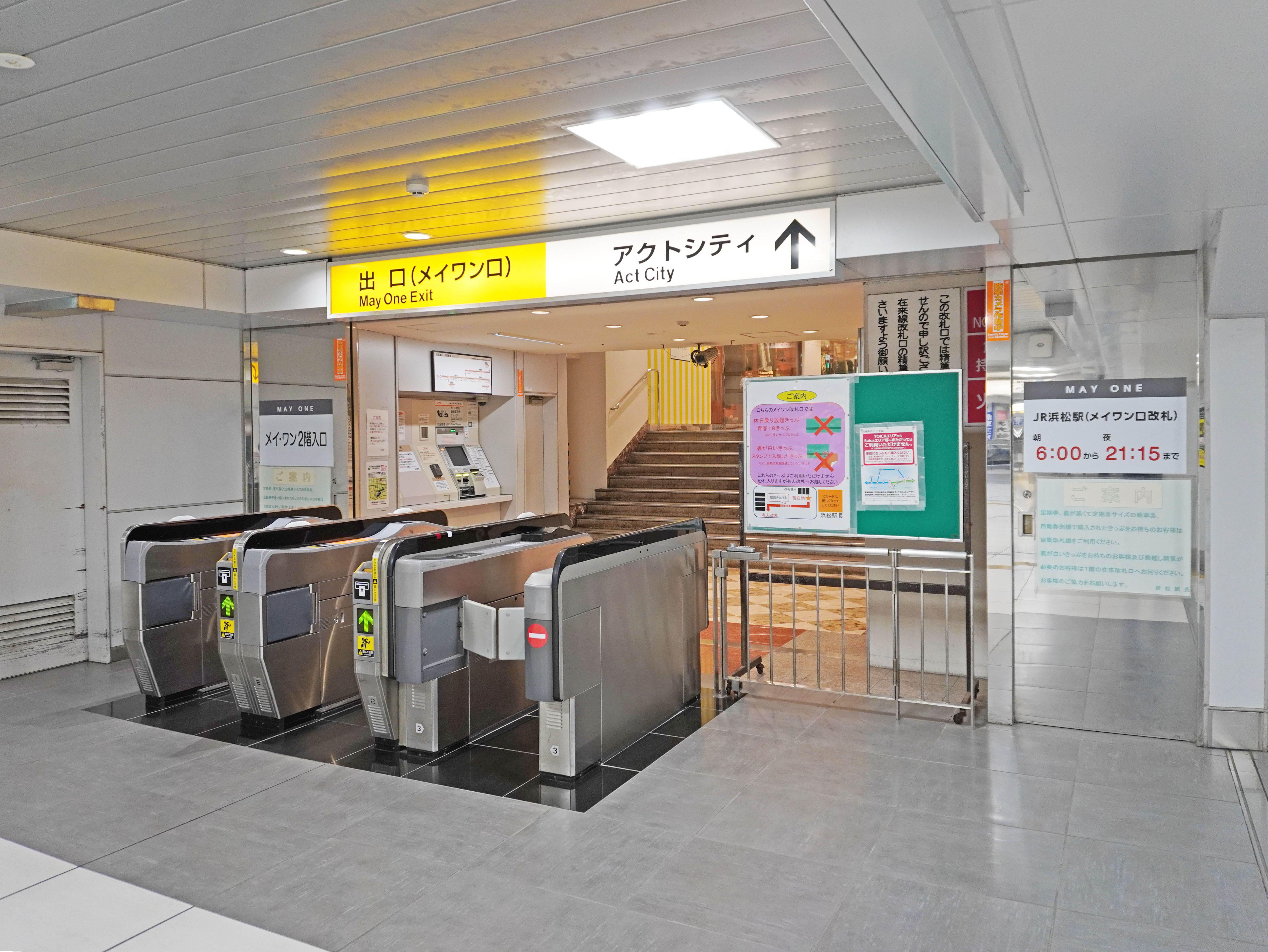
May One 檢票口（2022年10月）
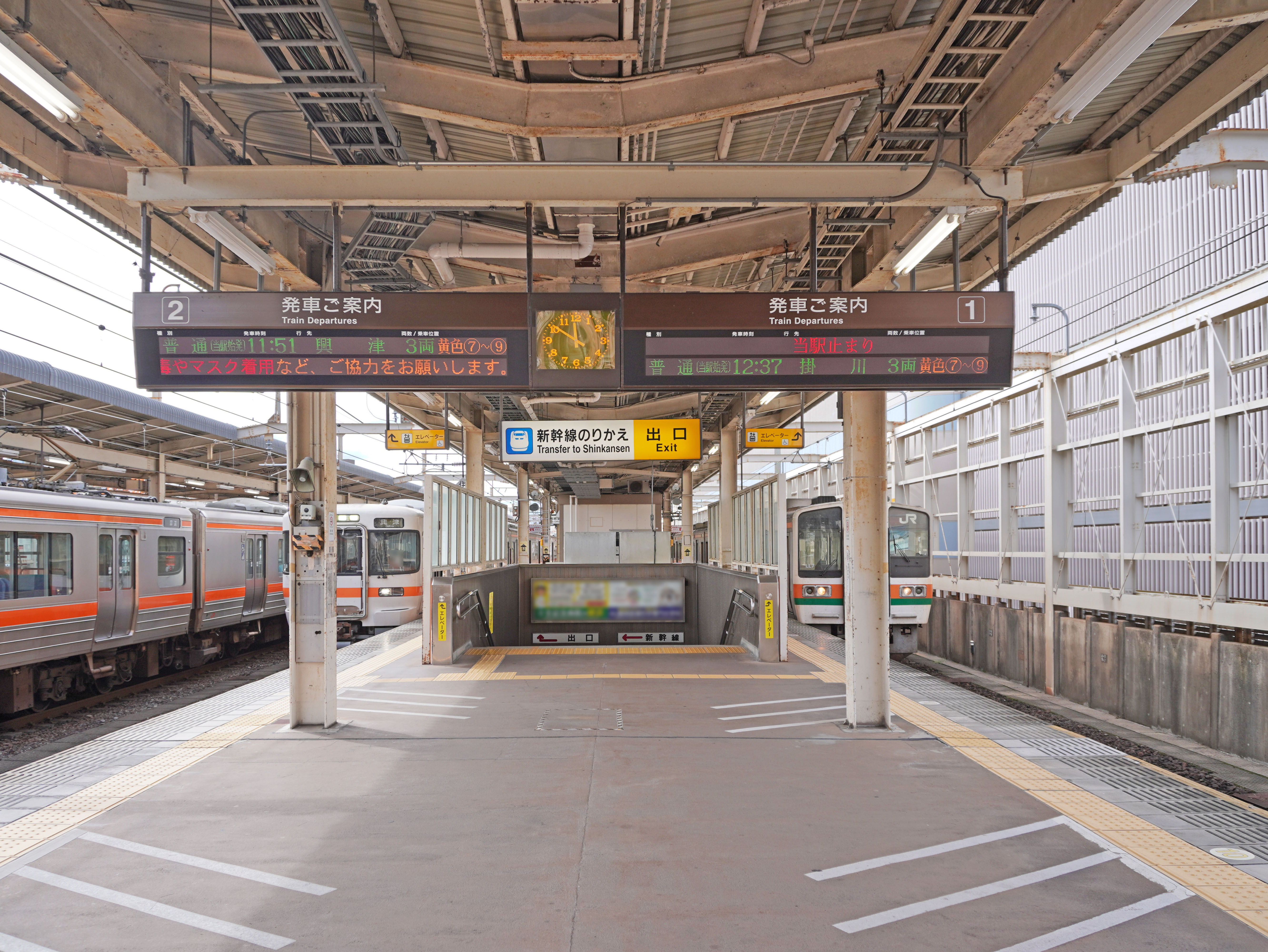
在來線1・2號月台（2022年10月）
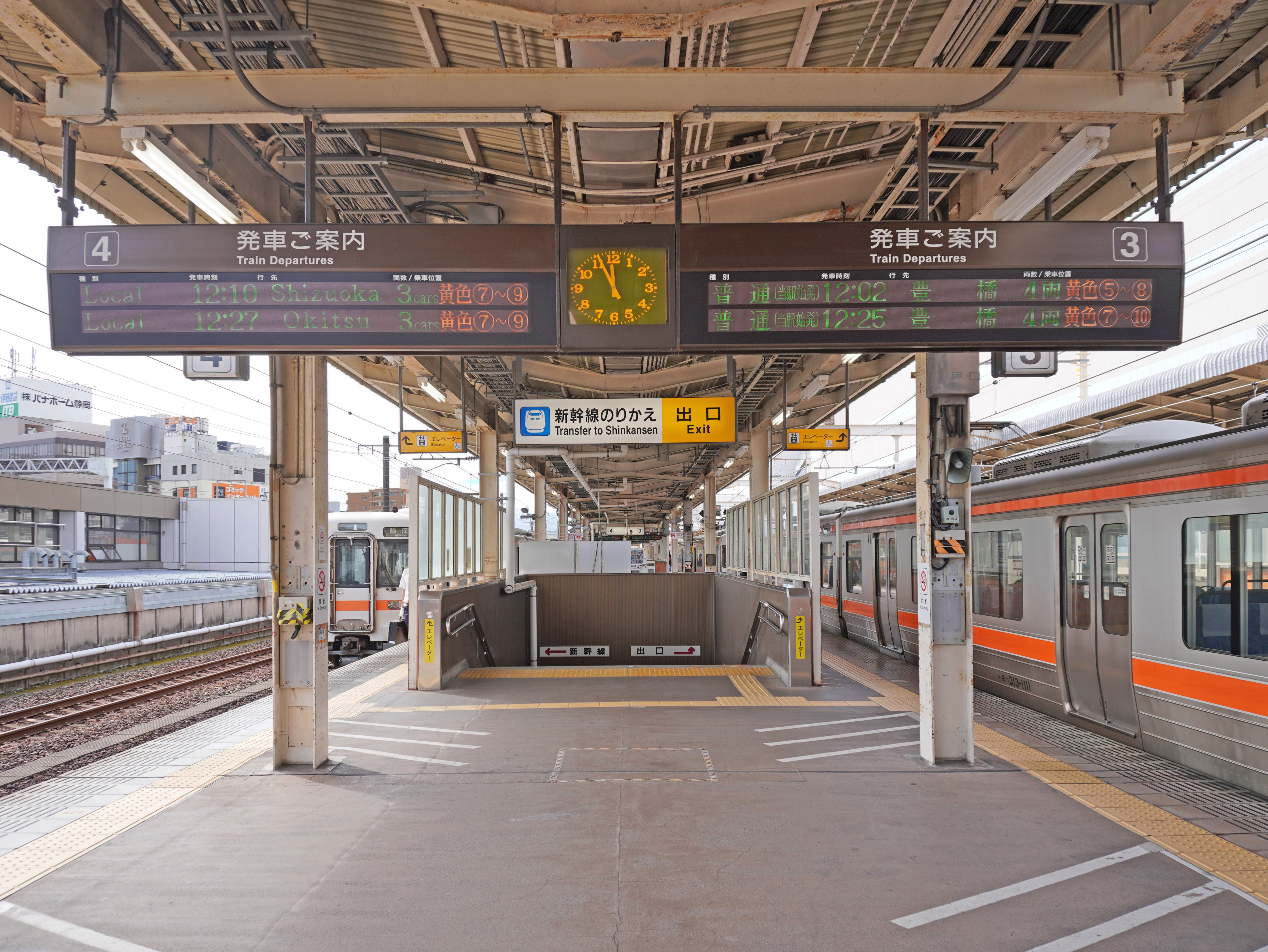
在來線3・4號月台（2022年10月）

### 新幹線
2面2線對向式月台的高架車站。
| 月台 | 路線         | 方向 | 目的地             |
| ---- | ------------ | ---- | ------------------ |
| 5    | 東海道新幹線 | 上行 | 新橫濱、東京方向   |
| 6    | 東海道新幹線 | 下行 | 名古屋、新大阪方向 |

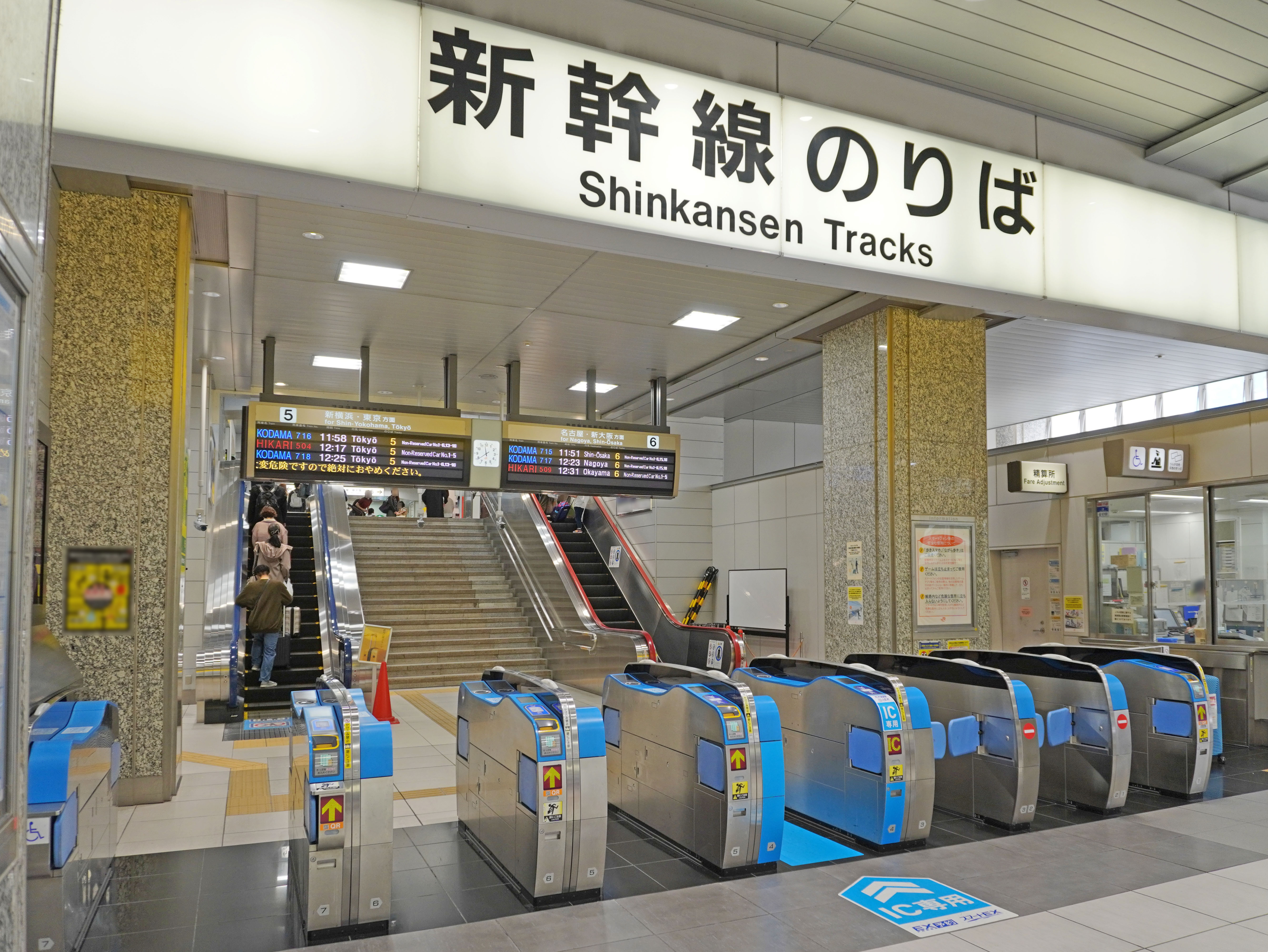
新幹線檢票口（2022年10月）
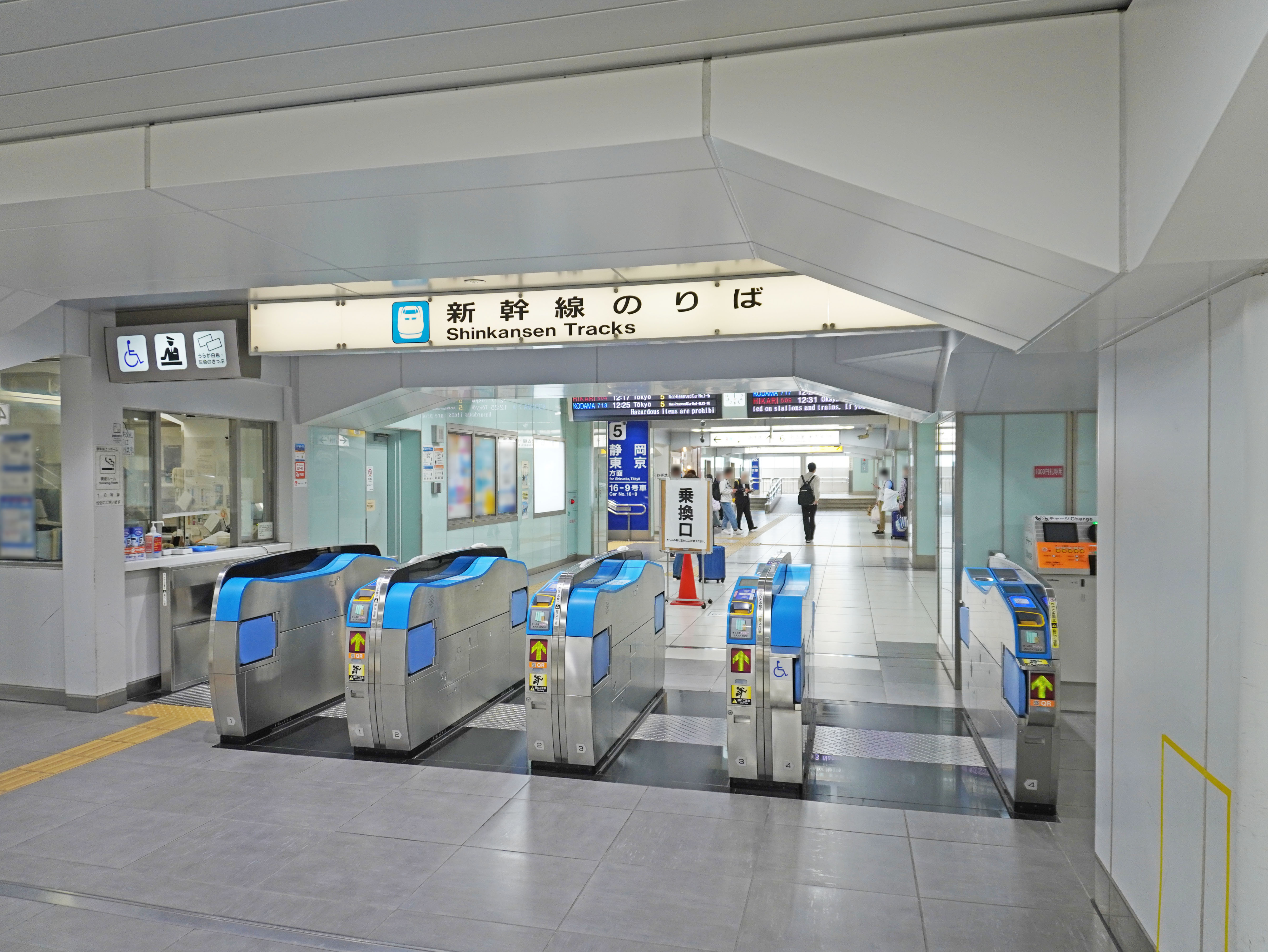
轉乘檢票口（2022年10月）
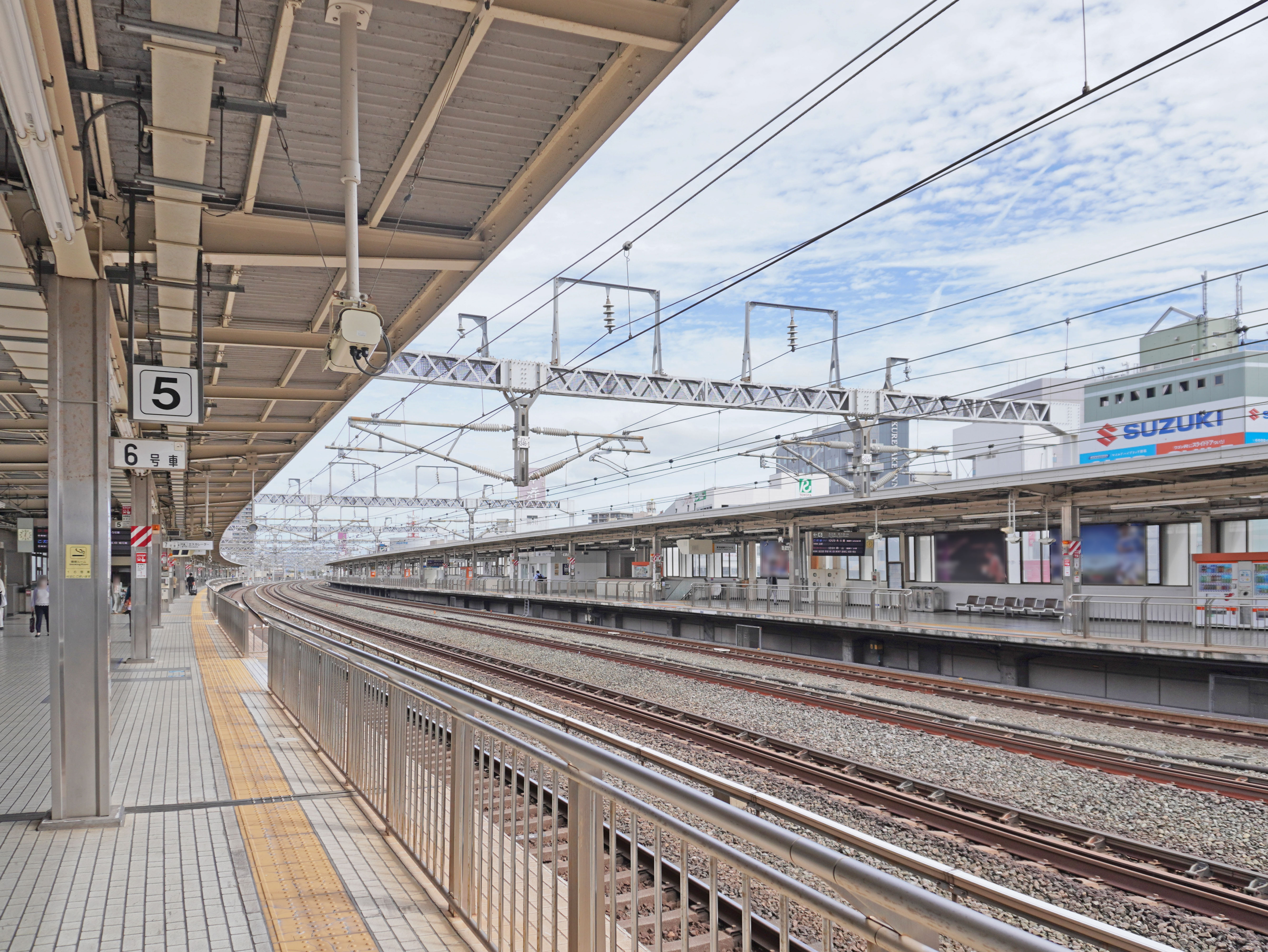
新幹線5・6號月台（2022年10月）

## 使用情況
2018年（平成30年）度1日平均上車人次為37,594人。此為JR東海車站當中次於名古屋、東京、新大阪、金山、靜岡、京都排行第7位，靜岡縣內車站當中排行第2位。
根據「靜岡縣統計年鑑」及「濱松市統計書」，近年1日平均上車人次如下表。
| 年度   | 1日平均 上車人次 |
| ------ | ---------------- |
| 1993年 | 33,898           |
| 1994年 | 35,758           |
| 1995年 | 35,858           |
| 1996年 | 36,491           |
| 1997年 | 35,607           |
| 1998年 | 35,309           |
| 1999年 | 34,821           |
| 2000年 | 35,187           |
| 2001年 | 35,666           |
| 2002年 | 35,738           |
| 2003年 | 36,364           |
| 2004年 | 36,766           |
| 2005年 | 36,549           |
| 2006年 | 37,250           |
| 2007年 | 37,496           |
| 2008年 | 37,298           |
| 2009年 | 35,177           |
| 2010年 | 34,934           |
| 2011年 | 35,047           |
| 2012年 | 35,494           |
| 2013年 | 36,197           |
| 2014年 | 35,440           |
| 2015年 | 36,345           |
| 2016年 | 36,756           |
| 2017年 | 37,258           |
| 2018年 | 37,594           |

## 車站周邊
- 航空自衛隊濱松基地(原濱松陸軍飛行學校)

### 北口
- 新濱松站（遠州鐵道）

## 歷史
- 1888年9月1日：啟用。
- 1926年12月12日：改築為第2代站舎。
- 1948年10月15日：改築為第3代站舎。
- 1964年10月1日：東海道新幹線通車。

## 相鄰車站
東海旅客鐵道
東海道新幹線（各列車的停車站參見列車記事）
掛川－濱松－豐橋
 東海道本線
- 寢台特急「日出瀨戶」「日出出雲」停車站（只限下行停車）、「Home Liner靜岡」始發站、「Home Liner濱松」終到站

■特別快速、■新快速（以上至豐橋站為止各站停車）、■區間快速（岡崎站為止各站停車）
濱松（CA34）－高塚（CA35）
■普通
天龍川（CA33）－濱松（CA34）－高塚（CA35）
※貨物列車相鄰車站
天龍川－濱松－（貨）西濱松

### 來源
1. ↑   (PDF). 静岡県統計年鑑2014(平成26年).   [2016-06-15]. （原始内容存档 (PDF)于2019-07-02）.
2. 1 2  駅構内の案内表記。これらはJR東海公式サイトの各駅の時刻表 （页面存档备份，存于）で参照可能（駅掲示用時刻表のPDFが使われているため。2015年1月現在）。

## 外部連結
- 濱松 - 東海旅客鐵道

34°42′12″N 137°44′5″E / 34.70333°N 137.73472°E